# Europese kampioenschappen atletiek 2022 – 400 meter vrouwen
De 400 meter voor vrouwen op de Europese kampioenschappen atletiek 2022 vond plaats van 15 t/m 17 augustus 2022 in het Olympiastadion van München.

## Records
Voorafgaand aan het toernooi waren dit het wereldrecord, Europese record en kampioenschapsrecord:
| Wereldrecord         | Marita Koch | 47,60 | Canberra | 6 oktober 1985   |
| Europees record      | Marita Koch | 47,60 | Canberra | 6 oktober 1985   |
| Kampioenschapsrecord | Marita Koch | 48,16 | Athene   | 8 september 1982 |

## Resultaten

### Series
De eerste drie atleten van elke serie kwalificeerden zich voor de halve finales (Q). Van de overige deelnemers aan de series kwalificeerden de drie tijdsnelsten (q) zich voor de halve finales. De twaalf hoogst geklasseerde deelnemers van de ranking op dit onderdeel waren al direct geplaatst voor de halve finales.
| Rang | Serie | Baan | Atlete               | Land                | Resultaat | Bijz. |
| ---- | ----- | ---- | -------------------- | ------------------- | --------- | ----- |
| 1    | 2     | 5    | Iga Baumgart-Witan   | Polen               | 51,09     | Q, SB |
| 2    | 2     | 4    | Amandine Brossier    | Frankrijk           | 51,26     | Q, SB |
| 3    | 1     | 7    | Laviai Nielsen       | Verenigd Koninkrijk | 51,60     | Q, SB |
| 4    | 3     | 3    | Cátia Azevedo        | Portugal            | 51,63     | Q     |
| 5    | 2     | 3    | Susanne Walli        | Oostenrijk          | 51,73     | Q, SB |
| 6    | 1     | 5    | Eveline Saalberg     | Nederland           | 51,81     | Q     |
| 7    | 2     | 8    | Camille Laus         | België              | 51,91     | q     |
| 8    | 2     | 7    | Alice Mangione       | Italië              | 51,92     | q     |
| 9    | 3     | 4    | Gunta Vaičule        | Letland             | 52,26     | Q     |
| 10   | 1     | 4    | Silke Lemmens        | Zwitserland         | 52,27     | Q     |
| 11   | 2     | 2    | Tereza Petržilková   | Tsjechië            | 52,35     | q     |
| 12   | 3     | 5    | Alica Schmidt        | Duitsland           | 52,52     | Q     |
| 13   | 3     | 8    | Anna Polinari        | Italië              | 52,60     |       |
| 14   | 3     | 2    | Sokhna Lacoste       | Frankrijk           | 52,62     |       |
| 15   | 3     | 6    | Sharlene Mawdsley    | Ierland             | 52,63     |       |
| 16   | 3     | 1    | Naomi Van Den Broeck | België              | 52,80     |       |
| 17   | 1     | 6    | Virginia Troiani     | Italië              | 52,83     |       |
| 18   | 1     | 2    | Mette Baas           | Finland             | 53,02     |       |
| 19   | 1     | 3    | Phil Healy           | Ierland             | 53,10     |       |
| 20   | 1     | 8    | Linn Oppegaard       | Noorwegen           | 53,29     |       |
| 21   | 2     | 6    | Janet Richard        | Malta               | 53,49     | NR    |
| 22   | 2     | 1    | Milja Thureson       | Finland             | 53,63     |       |
| 23   | 3     | 7    | Norcady Reyes        | Gibraltar           | 59,59     |       |

### Halve finales
De eerste twee van elke halve finale kwalificeerden zich voor de finale (Q). Van de overige deelnemers kwalificeerden de twee tijdsnelsten (q) zich.
| Rang | Serie | Baan | Atlete                    | Land                | Resultaat | Bijz. |
| ---- | ----- | ---- | ------------------------- | ------------------- | --------- | ----- |
| 1    | 2     | 6    | Natalia Kaczmarek         | Polen               | 50,40     | Q     |
| 2    | 1     | 3    | Anna Kiełbasińska         | Polen               | 50,45     | Q     |
| 3    | 2     | 5    | Victoria Ohuruogu         | Verenigd Koninkrijk | 50,50     | Q, PB |
| 4    | 1     | 6    | Lieke Klaver              | Nederland           | 50,59     | Q     |
| 5    | 3     | 6    | Femke Bol                 | Nederland           | 50,60     | Q     |
| 6    | 3     | 8    | Cynthia Bolingo           | België              | 50,83     | Q     |
| 7    | 3     | 4    | Rhasidat Adeleke          | Ierland             | 51,08     | q     |
| 8    | 1     | 5    | Iga Baumgart-Witan        | Polen               | 51,17     | q     |
| 9    | 3     | 7    | Amandine Brossier         | Frankrijk           | 51,21     | PB    |
| 10   | 1     | 1    | Gunta Vaičule             | Letland             | 51,25     | PB    |
| 11   | 1     | 8    | Cátia Azevedo             | Portugal            | 51,42     |       |
| 12   | 1     | 7    | Laviai Nielsen            | Verenigd Koninkrijk | 51,53     | SB    |
| 13   | 2     | 4    | Modesta Justė Morauskaitė | Litouwen            | 51,70     |       |
| 14   | 2     | 3    | Lada Vondrová             | Tsjechië            | 51,83     |       |
| 15   | 2     | 7    | Alice Mangione            | Italië              | 52,02     |       |
| 16   | 3     | 5    | Nicole Yeargin            | Verenigd Koninkrijk | 52,09     |       |
| 17   | 3     | 3    | Justyna Święty-Ersetic    | Polen               | 52,17     |       |
| 18   | 1     | 2    | Tereza Petržilková        | Tsjechië            | 52,38     |       |
| 19   | 2     | 8    | Eveline Saalberg          | Nederland           | 52,45     |       |
| 20   | 3     | 1    | Susanne Walli             | Oostenrijk          | 52,58     |       |
| 21   | 1     | 4    | Corinna Schwab            | Duitsland           | 52,70     |       |
| 22   | 2     | 2    | Silke Lemmens             | Zwitserland         | 53,08     |       |
| 23   | 3     | 2    | Alica Schmidt             | Duitsland           | 53,12     |       |
| 24   | 2     | 1    | Camille Laus              | België              | 54,28     |       |

### Finale
De finale vond plaats op 17 augustus.
| Rang   | Baan | Atlete             | Land                | Resultaat | Bijz.  |
| ------ | ---- | ------------------ | ------------------- | --------- | ------ |
| Goud   | 5    | Femke Bol          | Nederland           | 49,44     | EL, NR |
| Zilver | 6    | Natalia Kaczmarek  | Polen               | 49,94     |        |
| Brons  | 4    | Anna Kiełbasińska  | Polen               | 50,29     |        |
| 4      | 3    | Victoria Ohuruogu  | Verenigd Koninkrijk | 50,51     |        |
| 5      | 1    | Rhasidat Adeleke   | Ierland             | 50,53     | NR     |
| 6      | 8    | Lieke Klaver       | Nederland           | 50,56     |        |
| 7      | 7    | Cynthia Bolingo    | België              | 50,94     |        |
| 8      | 2    | Iga Baumgart-Witan | Polen               | 51,28     |        |